# Kuusjoki
Kuusjoki este o fostă comună din Finlanda.